# Тетеренка
Тетеренка (юж.-сельк. Са́ӈгытка — глухариная река), — река в России, протекает по Томской области. Устье реки находится в 170 км по левому берегу реки Бакчар. Длина реки составляет 122 км, площадь водосборного бассейна 1520 км².
На реке находится село Поротниково, располагалась деревня Кузнецовка.

## Данные водного реестра
По данным государственного водного реестра России относится к Верхнеобскому бассейновому округу, водохозяйственный участок реки — Обь от впадения реки Чулым до впадения реки Кеть, речной подбассейн реки — Чулым. Речной бассейн реки — (Верхняя) Обь до впадения Иртыша.
Код объекта в государственном водном реестре — 13010500112115200023035.